# Клеантис Викелидис (стадион)
«Клеа́нтис Викели́дис» (греч. Στάδιο Κλεάνθης Βικελίδης) — стадион в городе Салоники, Греция. Построен в 1951 году (в 1970-х годах к стадиону было пристроено несколько новых трибун). Домашний стадион футбольного клуба «Арис», принадлежит спортивному обществу «Арис». На протяжении многих лет стадион имел название «Арис», но в 2004 году был переименован в честь игрока «Ариса» 1940-х годов Клеантиса Викелидиса. Чаще стадион называют «Хирилау», из-за того, что стадион расположен в округе Хирилау.
В 2004 году во время летних Олимпийских игр стадион служил в качестве тренировочного поля. Во многом из-за Олимпийских игр стадион подвергся небольшой реконструкции. В помещениях стадиона есть тренажёрный зал, бассейн, различные спортивные залы, ресторан «Aris Sports Cafe», фирменный клубный магазин «Aris Megastore», магазин сотовой связи «Aris Mobile», а также помещения для тележурналистов и представителей прессы.
11 марта 1979 года на матче «Арис» — АЕК было зафиксировано рекордное число зрителей 27 500, этот рекорд держится и по сей день.

## Галерея

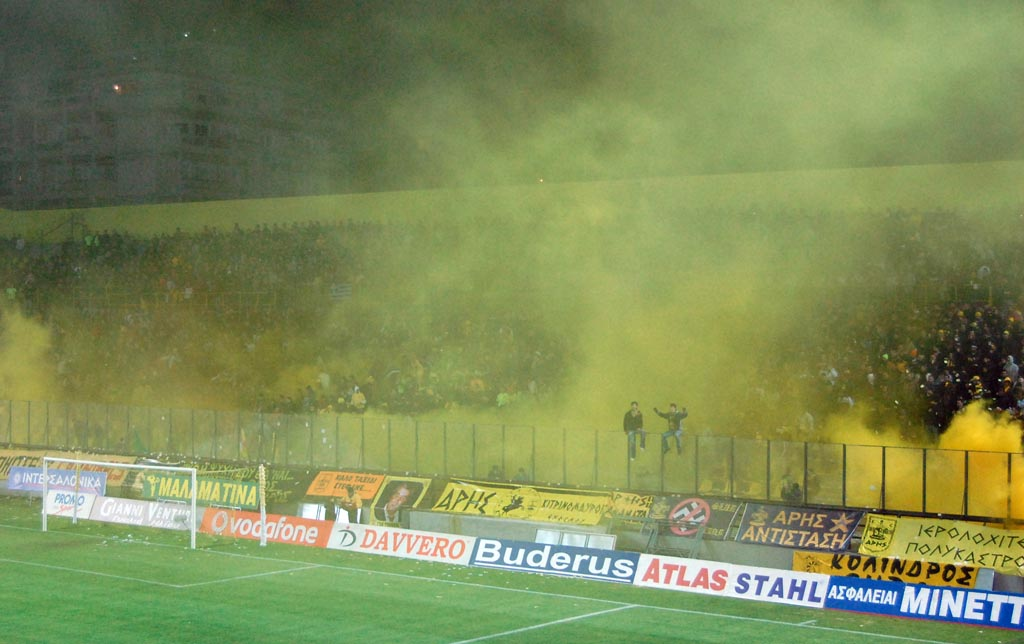
Во время матча кубка УЕФА между «Арисом» и португальской «Брагой» 8 декабря 2007 года.
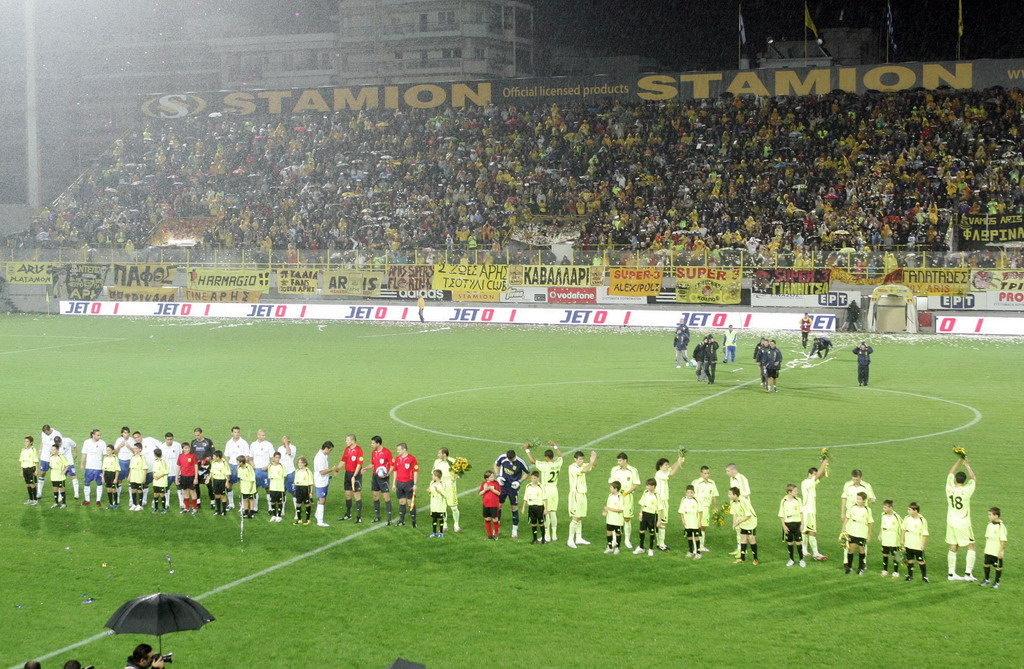
Во время матча кубка УЕФА между «Арисом» и испанской «Сарагосой» 13 июня 2008 года.
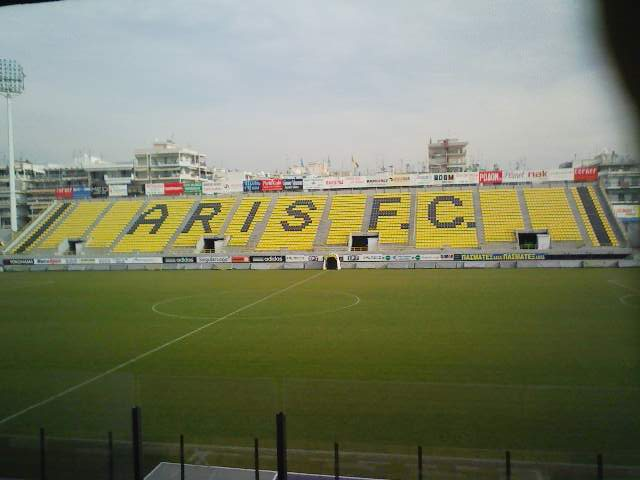
Вид на пустые трибуны стадиона 20 июля 2008 года.
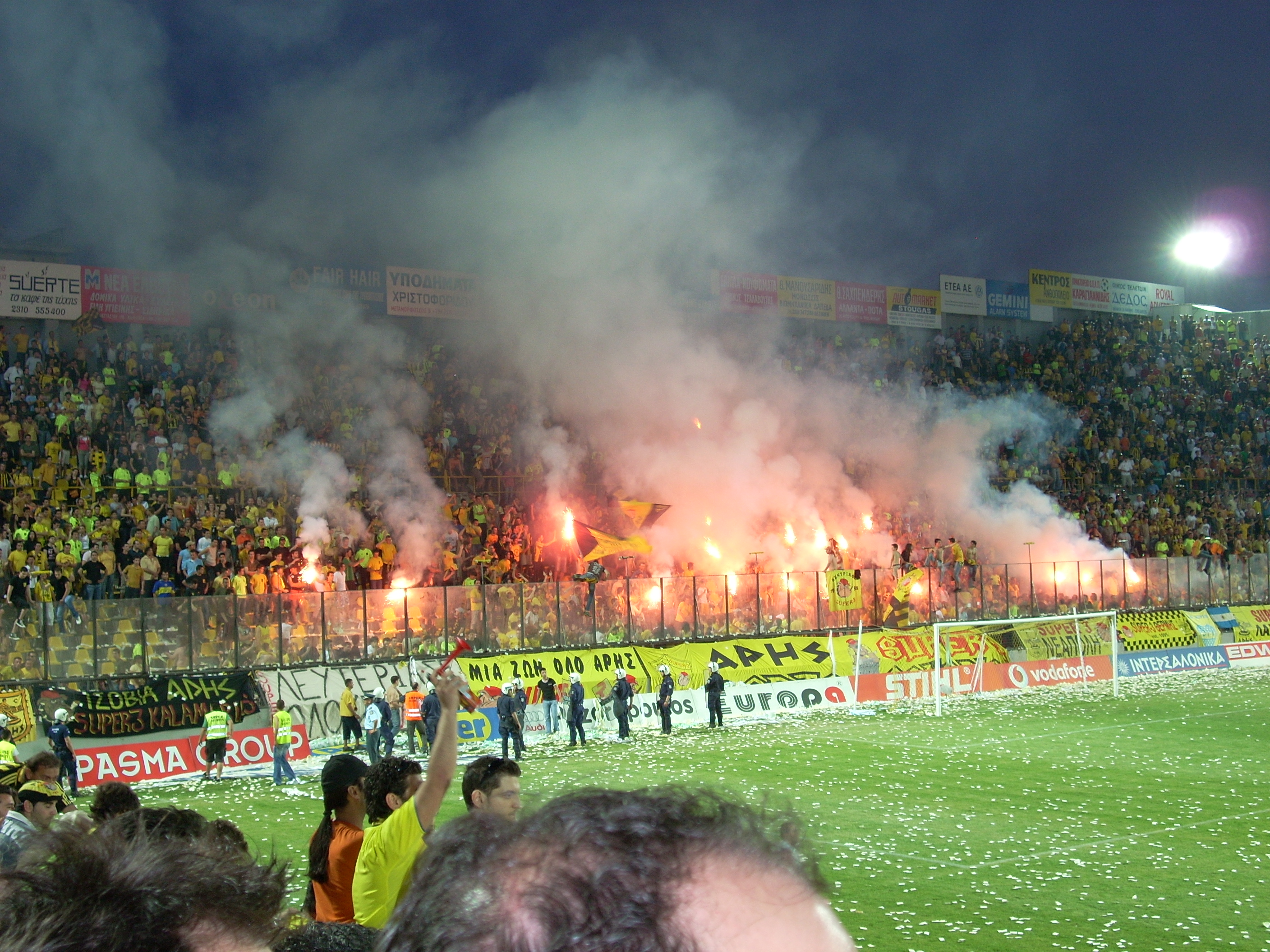
Болельщики «Ариса» 15 мая 2007 года.
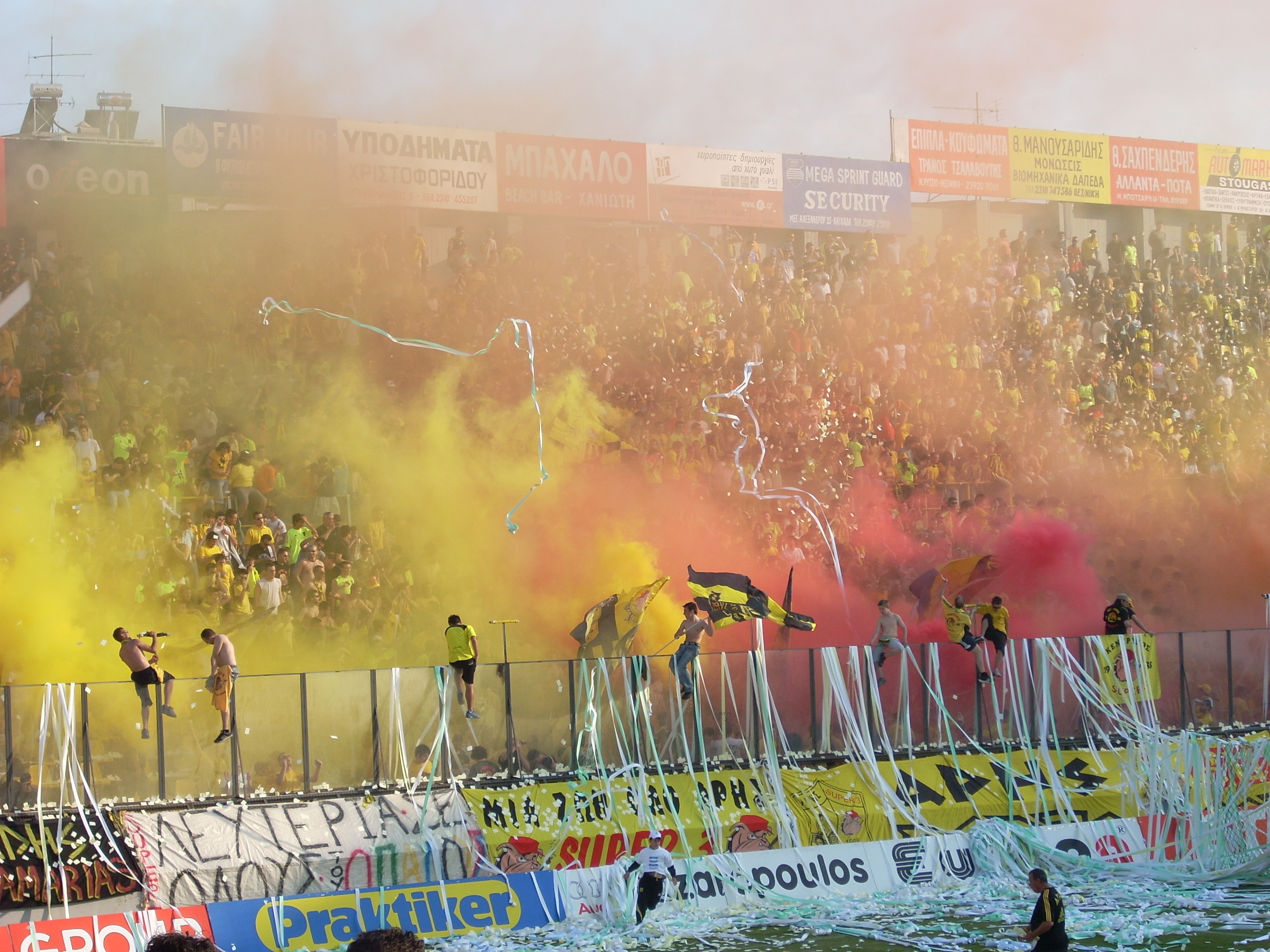
Дымовая занавеса над стадионом 20 июля 2007.
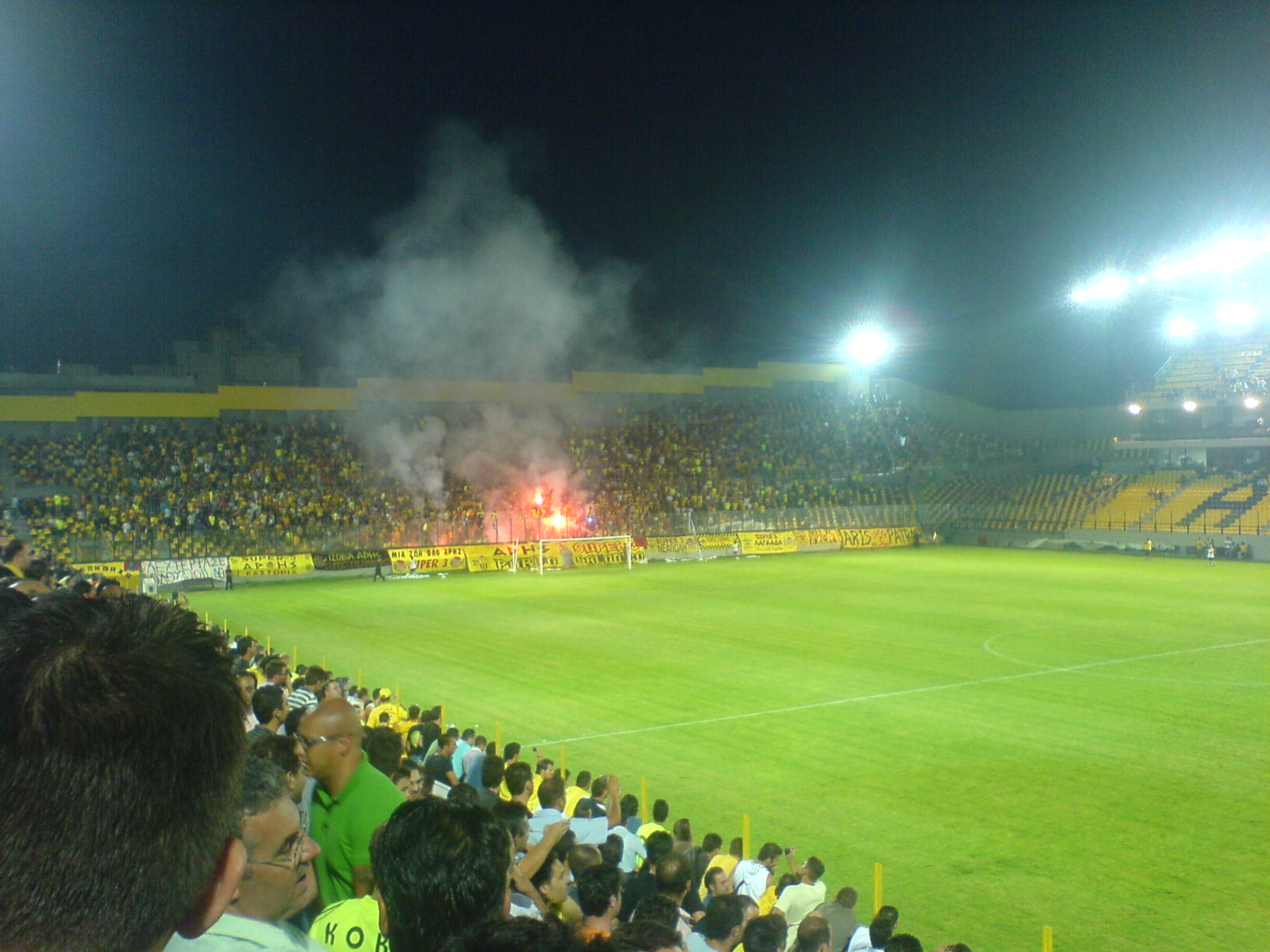
Стадион «Клеантис Викелидис» вечером 8 августа 2007 года.
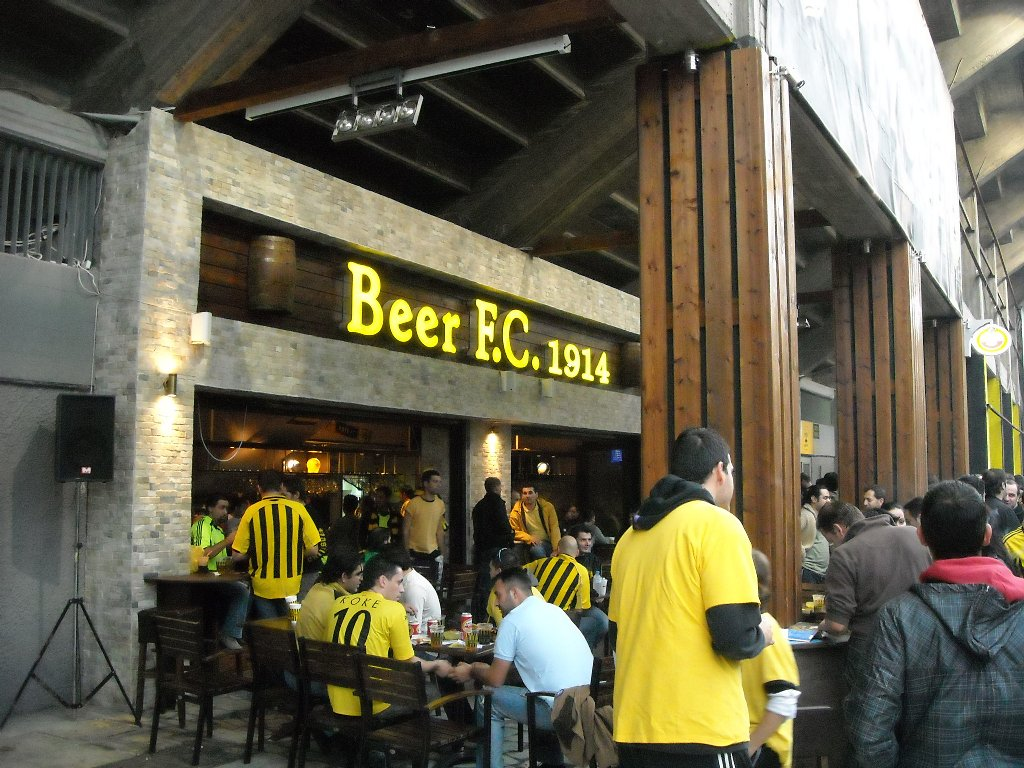
Болельщики «Ариса» возле бара «Aris Beer».